# Zeitschrift für Assyriologie und Vorderasiatische Archäologie
Die Zeitschrift für Assyriologie und Vorderasiatische Archäologie (ZA) ist eine der renommiertesten Fachzeitschriften für vorderasiatische Altertumskunde.
Die Zeitschrift für Assyriologie und Vorderasiatische Archäologie publiziert wissenschaftliche Aufsätze und Rezensionen aus den Fächern Altorientalistik und Vorderasiatische Archäologie sowie deren Randbereichen und Nachbardisziplinen. Hauptaugenmerk liegt auf der Philologie der in Mesopotamien, Nordsyrien, Anatolien, Altarmenien und Elam verbreiteten altorientalischen Sprachen, die mit der Keilschrift geschrieben wurden. Daneben werden jedoch auch regelmäßig Beiträge zur Archäologie dieser Gebiete veröffentlicht. Der behandelte Zeitraum reicht vom 4. bis zum 1. Jahrtausend v. Chr.
Die Zeitschrift erscheint seit ihrer Erstausgabe jährlich in zwei Halbbänden im Verlag Walter de Gruyter. Ursprünglich trug sie den Titel Zeitschrift für Assyriologie und verwandte Gebiete. Fachzeitschrift der Deutschen Morgenländischen Gesellschaft und erschien, begründet von Carl Bezold, erstmals 1886. Ab Band 35 wurde die Zeitschrift in neuer Folge mit Band 1 herausgegeben. Seit 1939 wurde die Zeitschrift, die nun auch mehr archäologische Beiträge enthielt, in Zeitschrift für Assyriologie und vorderasiatische Archäologie umbenannt. 1970 kehrte man mit Band 60 zur alten Bandzählung zurück. Aufsätze werden auf Deutsch, Englisch und Französisch veröffentlicht. Da seit der Wende mit den Altorientalischen Forschungen eine weitere Zeitschrift für Altorientalistik und Vorderasiatische Archäologie im wiedervereinigten Deutschland aufgelegt wird, wurde eine inhaltliche Trennung beschlossen, die allerdings regelmäßig durchbrochen wird: Die ZA konzentriert sich seitdem auf die in Mesopotamien beheimateten Kulturen, die AoF sich den anderen Regionen des Alten Orients (Anatolien, Iran, Syrien, Levante, aber auch Ägypten) widmet.

## Herausgeber
- 1886–1922: Carl Bezold
- 1924–: Heinrich Zimmern
- 1933–1936: Benno Landsberger
- 1938–: Paul Koschaker und Wolfram von Soden
- 1950–1966: Adam Falkenstein
- 1982–2000: Dietz-Otto Edzard
- seit 2001: Walther Sallaberger